# Retroflexní nazála
Retroflexní alveolární nazála je souhláska, která se vyskytuje v některých jazycích. V mezinárodní fonetické abecedě se označuje symbolem ɳ, číselné označení IPA je 117, ekvivalentním symbolem v SAMPA je n`.

## Charakteristika
- Způsob artikulace: ražená souhláska (ploziva). Vytváří se pomocí závěru (okluze), který brání proudění vzduchu a je na posléze uvolněn, čímž vzniká zvukový dojem – od toho též označení závěrová souhláska (okluziva).
- Místo artikulace: retroflexní souhláska. Úžina se vytváří mezi jazykem a dásňovým obloukem. Špička jazyka je obrácena směrem dozadu (dochází k prohnutí jazyka). Nedochází k přiblížení hřbetu jazyka k tvrdému patru jako u ɲ.
- Znělost: znělá souhláska – při artikulaci hlasivky kmitají.
- Nosová souhláska (nazála) – vzduch prochází při artikulaci před uvolněním závěru nosní dutinou.
- Středová souhláska – vzduch proudí převážně přes střed jazyka spíše než přes jeho boky.
- Pulmonická egresivní hláska – vzduch je při artikulaci vytlačován z plic.

## V češtině
V češtině se tato hláska nevyskytuje.

## V jiných jazycích

### Švédština
Ve švédštině se takto vyslovuje psané rn. Tato skupina se nikdy nevyskytuje na začátku slova, avšak k výslovnosti této hlásky v hovorovém stylu dochází i při setkání /r/ + /n/ na hranici slov.

### Paštunština
V paštunštině se takto vyslovuje psané ڼ.